# McKee-Raffinerie
Die McKee-Raffinerie ist eine Erdölraffinerie des Unternehmens Valero Energy in Texas, USA. Sie befindet sich zwischen Dumas und Sunray, Moore County, 72 km nördlich der Stadt Amarillo, im Zentrum des Texas Panhandle und verfügt über 475 Vollzeit-Mitarbeiter. 
Durch ein umfangreiches Netzwerk von Pipelines wird die Raffinerie mit Rohöl aus Oklahoma, dem Norden und Westen von Texas, dem Südwesten von Kansas und dem östlichen Colorado versorgt und verarbeitet rund 200.000 Barrel am Tag. Produziert werden eine Vielzahl raffinierter Erdölprodukte wie Flüssiggas, Benzin, Diesel, Kerosin, Asphalt und Rußöl sowie Schwefel und Schwefelsäure. Über sechs Hauptpipelines werden Abnehmer im Südwesten der USA versorgt.
Die Anlage wurde 1933 vom Unternehmen Shamrock Oil and Gas Company in Betrieb genommen und in den 1950er und 1990er Jahren erweitert bzw. erneuert. Das Nachfolgeunternehmen Ultramar Diamond Shamrock verkaufte die Raffinerie 2001 an Valero Energy, welches 2004 einen weiteren Umbau vornahm. 

## Vorfälle

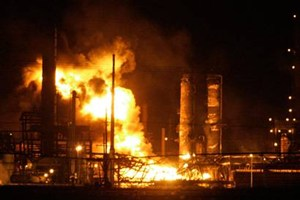
Gasbrand im Februar 2007

Am 29. Juli 1956 entzündete sich ein Hexan/Pentan-Gemisch, welches aus dem Überdruckventil eines Lagertanks abgelassen worden war. Während der Löscharbeiten kam es zur Explosion des betroffenen Gastanks, eines Dieseltanks und zweier Öltanks, wobei 19 Feuerwehrleute ums Leben kamen und über 30 Personen verletzt wurden.
Am 16. Februar 2007 kam es durch eine beschädigte Steuerrohrleitung zum Entweichen von flüssigem Propan, welches sich entzündete und ein schweres Feuer in der Entasphaltierungsanlage verursachte. Die Raffinerie musste evakuiert und für zwei Monate stillgelegt werden, außerdem waren vier Mitarbeiter verletzt worden. Erst nach rund einem Jahr war die Anlage wieder betriebsbereit. Der entstandene Schaden wurde mit rund 50 Millionen US-Dollar angegeben.